# Lisewo (gmina)
Lisewo – gmina wiejska w Polsce położona w województwie kujawsko-pomorskim, w powiecie chełmińskim. W latach 1975–1998 gmina administracyjnie należała do województwa toruńskiego.
Siedzibą gminy jest Lisewo.
Według danych z 21 czerwca 2010 gminę zamieszkiwało 5288 osób.

## Struktura powierzchni
Według danych z roku 2007 (BIP), gmina Lisewo ma obszar 86,2 km², w tym:
- użytki rolne: 88%
- użytki leśne: 0,3%
- wody: jeziora polodowcowe, największe z nich - Kornatowskie o powierzchni 68 ha; Bartlewskie Wielkie - 23 ha, Pniewickie - 17 ha.

Gmina stanowi 16,34% powierzchni powiatu.

## Demografia
Dane z 30 czerwca 2004:
| Opis                              | Ogółem | Ogółem | Kobiety | Kobiety | Mężczyźni | Mężczyźni |
| --------------------------------- | ------ | ------ | ------- | ------- | --------- | --------- |
| jednostka                         | osób   | %      | osób    | %       | osób      | %         |
| populacja                         | 5262   | 100    | 2683    | 51      | 2579      | 49        |
| gęstość zaludnienia (mieszk./km²) | 61     | 61     | 31,1    | 31,1    | 29,9      | 29,9      |

Przyrost naturalny w gminie jest od lat dodatni na poziomie kilku osób (w roku 2006 59 urodzeń i 56 zgonów, w 2005 61 urodzeń przy 50 zgonach). W roku 2006 w gminie mieszkało 257 osób powyżej 76 roku życia. W 2006 z gminy wyemigrowało 17 osób, a przybyły 2 (rok wcześniej wyjechało 9, i nie było imigrantów).
Najnowsze statystyki Urzędy Gminy Lisewo podają liczbę mieszkańców w dniu 31 października 2007 na 5423 osoby (BIP).
Największą pod względem liczby mieszkańców wsią gminy jest Lisewo (w 2007 r. 1769 osób), drugie najludniejsze Pniewite ma 396 mieszkańców.

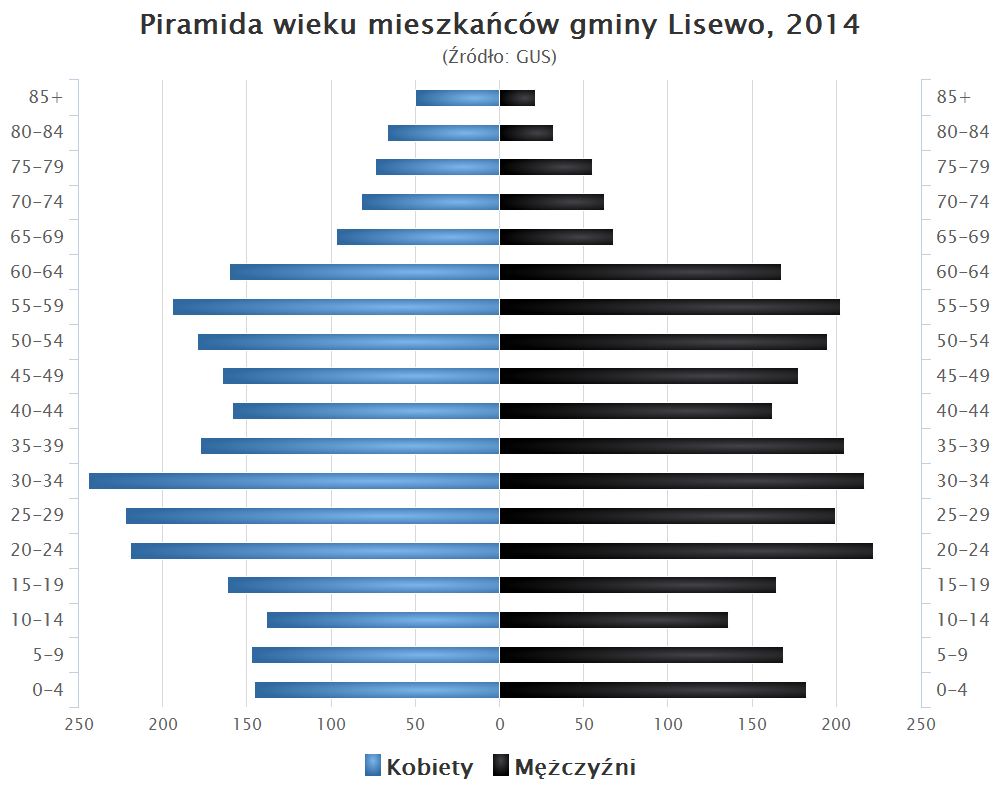
Piramida wieku mieszkańców gminy Lisewo w 2014 roku

## Gospodarka i środowisko
Lisewo jest gminą rolniczą z przewagą rolnictwa indywidualnego. Gleby zaliczane są w 60% do klasy III b i IV a. Średnia powierzchnia gospodarstwa to 11,5 ha. Na terenie gminy znajdują się zakłady przetwórstwa rolno-spożywczego: Zakład Mleczarski w Lisewie- produkuje twarogi i sery żółte, Przedsiębiorstwo Mięsno- Wędliniarskie- Kazimierz Ritter, Gminna Spółdzielnia „SCH”. Gmina Lisewo charakteryzuje się dobrą dostępnością komunikacyjną (droga krajowa Nr 548 łącząca Lisewo z drogą Nr 1 Gdańsk- Cieszyn oraz trasą Toruń- Olsztyn, linia kolejowa Toruń- Malbork ze stacją kolejową w miejscowości Kornatowo, dogodny układ dróg umożliwiający połączenie z: Toruniem, Chełmnem, Grudziądzem i Wąbrzeźnem).
Gmina jest zwodociągowana w 100%. Działa oczyszczalnia ścieków przystosowana także do odbioru ścieków dowożonych. Na terenie wsi Lisewo wybudowano sieć kanalizacji sanitarnej długości 13,4 km, umożliwiającą odbiór ścieków ze wszystkich posesji tej miejscowości.
Liczba zarejestrowanych podmiotów gospodarczych w gminie to 151.

### Budżet
W 2007 dochody budżetu gminy wyniosły 10.525.098 zł, a wydatki 10.775.098 zł, co dało deficyt budżetowy na poziomie 250.000 zł. Na pomoc społeczną przeznaczono 2.420.300, na kulturę i ochronę dziedzictwa narodowego 106.136, a na kulturę fizyczną i sport 60.000 zł.

### Tereny inwestycyjne. Autostrada A1
W miejscowości Lisewo na 7,5 km projektowanego odcinka autostrady A-1 zlokalizowano węzeł drogowy, stwarzający możliwości usytuowania w jego rejonie obiektów handlowych, magazynowych i produkcji nieuciążliwej dla środowiska. W 2009, na wydzierżawionej za 300 tys. zł na trzy lata od Urzędu Gminy działce nieopodal stadionu sportowego i szkoły podstawowej w Lisewie, został postawiony kontenerowy zespół biurowy, w którym mieści się główne kierownictwo budowy całego odcinka A1 z Nowych Marz do Torunia-Czerniewic (łącznie 51,72 km). Główny wykonawca budowy, konsorcjum Skanska NDI, prowadzi już intensywne prace przygotowawcze (w Lisewie powstają plac składowy i baza produkcyjna, w tym wytwórnia mas bitumicznych). Obecność budowniczych autostrady, zarówno pracowników biurowych jak i budowlańców, ma duży wpływ na lokalną społeczność i jej kondycję finansową. Ludzie zatrudnieni przy budowie, pomijając pracujących także dla Skanska lisewian, mieszkają w wynajmowanych od mieszkańców pokojach, w Lisewie też zaopatrują się w żywność. Niedawno we wsi Lisewo powstały dwa nowe punkty gastronomiczne (oferujące m.in. pizzę i kebab) oraz nowy sklep spożywczy. Okoliczne firmy gastronomiczne dostarczają także catering na plac budowy. Zlokalizowanie na terenie gminy węzła autostradowego, zjazdu oraz parkingów i punktu obsługi pasażerów, będzie prowadzić do dalszego rozwoju bazy handlowo-usługowej w gminie, a tym samym do wzrostu zatrudnienia.

### Ochrona środowiska
W celu ochrony czystości powietrza sukcesywnie wprowadza się ograniczenia niskiej emisji gazów (zmiana ogrzewania węglowego na olejowe i gazowe)
W celu ochrony wód wybudowano oczyszczalnie ścieków wraz z siecią kanalizacyjną.
W celu poprawienia lesistości gminy corocznie nasadzane są drzewa i krzewy w pasach drogowych oraz na nieużytkach.

## Zabytki
Wykaz zarejestrowanych zabytków nieruchomych na terenie gminy:
- park dworski z pierwszej połowy XIX w. w Bartlewie, nr A/451 z 26.11.1984 roku
- park dworski z drugiej połowy XIX w. w Kamlarkach, nr 486 z 09.09.1985 roku
- park dworski z początku XX w. w Kornatowie, nr 485 z 09.09.1985 roku
- park dworski z drugiej połowy XIX w. w Linowicu, nr 489 z 09.09.1985 roku
- ruiny zamku z początku XIV w. w miejscowości Lipienek, nr A/147/64 z 18.10.1934 roku
- kościół parafii pod wezwaniem Podwyższenia Krzyża z końca XIII w. w Lisewie, nr A/388 z 30.11.1929 roku
- zespół pałacowy z początku XIX w. w Mgoszczu, obejmujący: pałac z końca XIX w. (nr 583 z 27.06.1988 roku); park; budynki gospodarcze nr 487 z 09.09.1985 roku
- park dworski z końca XIX w. w Piątkowie, nr 452 z 26.11.1984 roku
- park pałacowy z końca XIX w. w miejscowości Pniewite, nr 458 z 26.11.1984 roku
- park dworski z drugiej połowy XIX w. w Tytlewie, nr 503 z 01.07.1986 roku
- park dworski z pierwszej połowy XIX w. w Wierzbowo, nr 457 z 26.11.1984 roku.

## Oświata i sport
Na terenie gminy Lisewo znajdują się dwie szkoły podstawowe, działa Gminny Klub Sportowy Victoria Lisewo. W 1998 roku minęła 50. rocznica powstania piłkarskiego klubu sportowego, który gra w V lidze okręgowej.

## Sołectwa
Bartlewo, Błachta, Chrusty, Drzonowo, Kamlarki, Kornatowo, Krajęcin, Krusin, Linowiec, Lipienek,
Lisewo, Malankowo, Mgoszcz, Piątkowo, Pniewite, Strucfoń, Tytlewo, Wierzbowo.

## Sąsiednie gminy
Chełmża, Papowo Biskupie, Płużnica, Stolno.